# Консольная балка

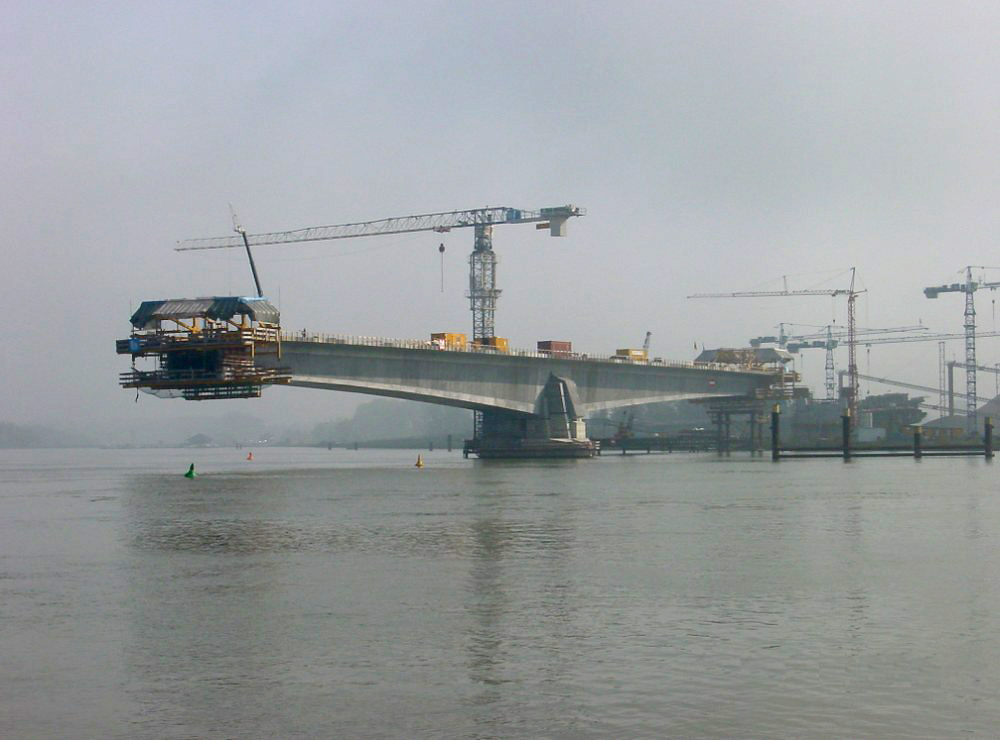
Балка этого моста с точки зрения статики — консольная балка.

Консо́льная ба́лка в статике — горизонтальная балка с одним жёстко зафиксированным концом (опорой).
Опора фиксирует все шесть степеней свободы. Обычно материал опоры испытывает изгибные деформации при нагружении внешней силой или под собственным весом.
Реакции нагруженной опоры — три компоненты силы {\displaystyle (F_{x},~F_{y},~F_{z})} и три компонента момента силы {\displaystyle (M_{x},~M_{y},~M_{z})} или, в векторной форме: {\displaystyle {\vec {F}}} и {\displaystyle {\vec {M}}}.
Консольная балка — статически определимая система.

Символ консольной балки